# Eosaulostomus minicus
Eosaulostomus minicus är en skalbaggsart som beskrevs av Lea 1919. Eosaulostomus minicus ingår i släktet Eosaulostomus och familjen Rutelidae. Inga underarter finns listade i Catalogue of Life.